# エドセル・サイテーション
サイテーション（Citation ）は、アメリカの自動車メーカーフォードが製造し、エドセルブランドで販売していた最上級乗用車である。

## 概要
1958年から販売されたサイテーションは3種類のボディタイプから選べた。サイテーションとコルセアを除く全てのエドセル車がフォード車と共有していたのに対し、上記2車はマーキュリー車と共有していた。また、ボディカラーの塗り分けも多彩で、2トーンペイントや3トーンペイントなど複数の組み合わせが可能だった。
1958年末、サイテーションの生産は終了した。

## 生産台数と内訳
| ボディタイプ            | 台    |
| 2ドアコンバーチブル     | 930   |
| 2ドアハードトップクーペ | 2,781 |
| 4ドアハードトップセダン | 5,588 |
| 合計                    | 9,299 |
| ----------------------- | ----- |

なお、コンバーチブルは2番目に少ないエドセル車となっている（最も少ないのはエドセル・バミューダ（9人乗り）の779台）。